# フローズンヨーグルト

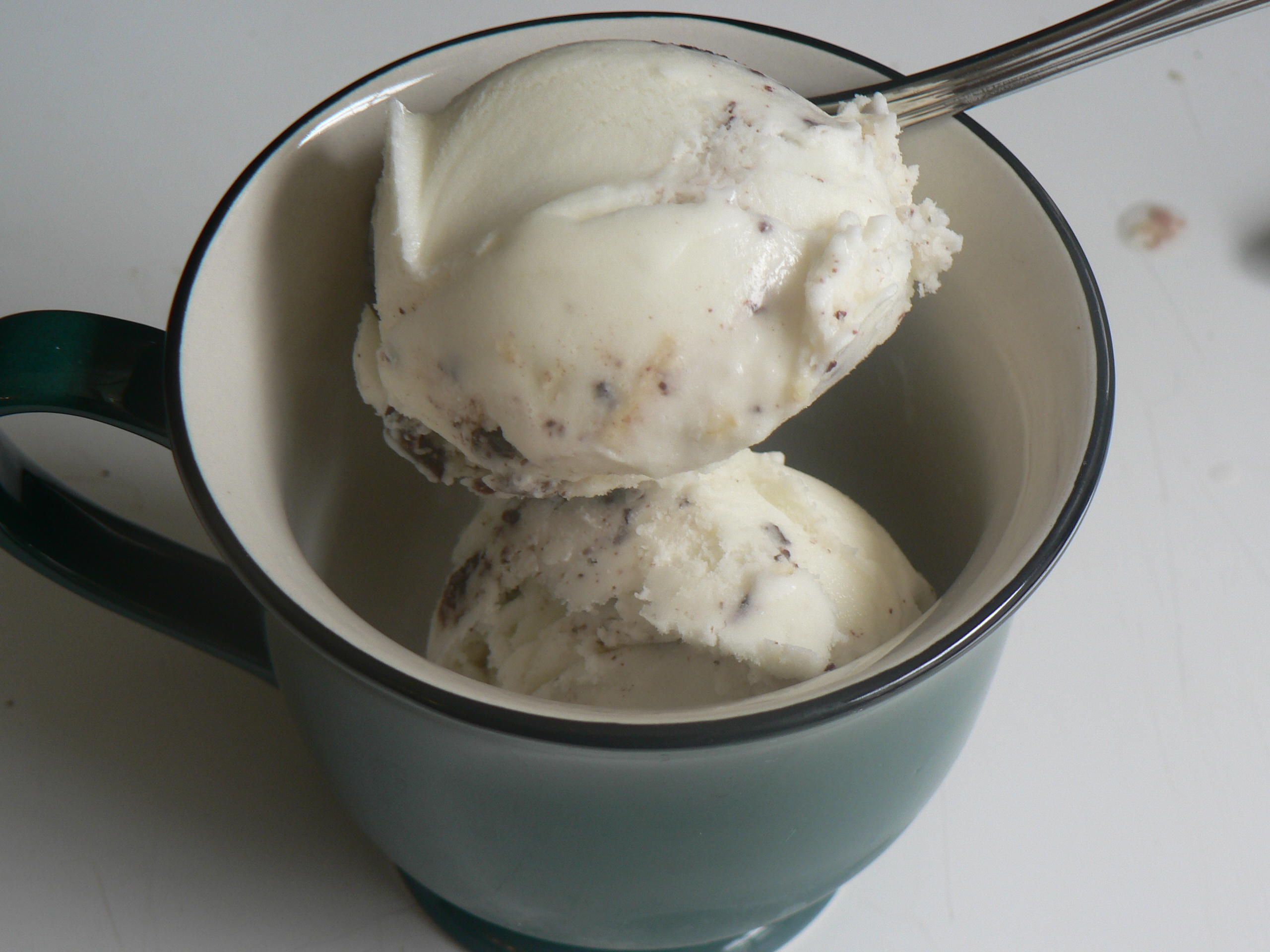
フローズンヨーグルト

フローズンヨーグルト（英: Frozen yogurt）とは、ヨーグルトを主原料とした冷菓。アイスクリームに比べ低脂肪である。類似した食品にアイスミルクがあるが、これにはヨーグルトは含まれていない。英語圏では「Froyo」(フロヨ)と略されたりもする。

## 歴史
1970年代にニューイングランドのHP Hood社により、フローグルト(Frogurt)の商品名で販売され、1978年にはボストンのBrigham's Ice Creamから、初のパッケージ入り製品であるHumphreez Yogartが市販された。当初は、健康のためにヨーグルトを摂りたいが酸味が苦手だという消費者に向けた商品であった。1980年代には甘味のフローズンヨーグルトが生産され、1986年には売上が2500万ドルに達し、1990年代初頭にはデザート市場の10%を占めるまでになった。
日本では1985年頃よりアイスクリームショップで品目として加えられ始め、ピークであった1990年にはフローズンヨーグルトの専門店が日本各地で見られるようになった。ミニストップは1980年の創業当初からフローズンヨーグルトを販売しており、現在まで販売が続くロングセラー商品となった。

## 製造
フローズンヨーグルトは主に乳固形分、乳脂肪、ヨーグルト酵母、甘味料、ゼラチン、コーンシロップ、着色料、香料を原材料とする。味にコクを与える乳脂肪分は0.5~6%ほどであり、乳固形分に比例する。乳固形分は8~14%ほど含まれ、このうちラクトースは甘さ、タンパク質は滑らかさをもたらす。砂糖は15~17%加えられるが、これにより甘さだけでなく、固形分が増えることにより質感も向上する。ゼラチンは成分の結晶化を抑え、融点を上げて安定化に寄与する。これはフローズンヨーグルト以外にも効果がある。
フローズンヨーグルトはアイスクリームマシンで作ることができるが、大企業では専用のラインで製造される。乳原料やゼラチンが均質化され、32℃まで冷却される。この温度で酵母が加えられたのち4℃まで冷却される。適度な粘度と温度になったのち、タンクで最大4時間熟成する。甘味料、着色料、調味料などを加え、-6~-2℃まで冷却し、攪拌して空気を含ませ、滑らかさを持たせる。その後、氷の結晶ができて食感が損なわれるのを防ぐため、急速に凍結させてから出荷される。

## 商品
アイスクリームのように様々な種類の商品が販売されており、各種のトッピングが用意され、コーンやカップなどに入れて提供される。シュガーレスの商品も販売されている。